# Диод Ганна
Дио́д Га́нна — тип полупроводниковых диодов, не имеющих в структуре p-n-переходов, используется для генерации и преобразования колебаний в диапазоне СВЧ на частотах от 0,1 до 100 ГГц. Основан на эффекте Ганна — явлении осцилляций тока в многодолинном проводнике при приложении к нему сильного электрического поля, открытом Джоном Ганном в 1963 году.
В отличие от других типов диодов принцип действия диода Ганна основан не на процессах в p-n-переходе, то есть все его свойства определяются не эффектами, которые возникают в местах соединения двух различных полупроводников, а собственными нелинейными свойствами применяемого полупроводникового материала.
В советской литературе диоды Ганна называли приборами с объёмной неустойчивостью или с междолинным переносом электронов, так как активные свойства диодов обусловлены переходом электронов из «центральной» энергетической долины (минимума энергии) в «боковую» долину, где они уже имеют малую подвижность и большую эффективную массу. В иностранной литературе диод Ганна называют TED (Transferred Electron Device — прибор с переносом электронов).
На основе эффекта Ганна созданы генераторные и усилительные диоды, применяемые в качестве генераторов накачки в параметрических усилителях, гетеродинов в супергетеродинных приемниках, генераторов в маломощных передатчиках и в измерительной технике.

## Конструкция и принцип действия
Диод Ганна традиционно представляет собой прямоугольную пластинку из арсенида галлия с омическими контактами с противоположных граней сторон. Активная часть диода Ганна — длина высокоомного слоя обычно имеет длину от 1 до 100 мкм с концентраций легирующих донорных примесей 1014—1016 см−3. В этом материале, в зоне проводимости, имеются два минимума энергии, которым соответствуют два состояния электронов — так называемые «тяжёлые» и «лёгкие» электроны. Поэтому с ростом напряжённости электрического поля средняя дрейфовая скорость электронов увеличивается до достижения полем некоторого критического значения, а затем уменьшается, стремясь к скорости насыщения.
Таким образом, если к диоду приложено напряжение, превышающее произведение критической напряжённости поля на толщину слоя арсенида галлия в диоде, однородное распределение напряжённости по толщине слоя становится неустойчиво. Тогда при возникновении даже в тонкой области небольшого увеличения напряжённости поля электроны, расположенные ближе к аноду, «отступят» от этой области к нему, так как менее подвижны, а электроны, расположенные у катода, будут пытаться «догнать» получившийся движущийся к аноду двойной слой зарядов. При движении напряжённость поля в этом слое будет непрерывно возрастать, а вне его — снижаться, пока не достигнет равновесного значения.
Такой движущийся двойной слой зарядов с высокой напряжённостью электрического поля внутри получил название домена сильного поля, а напряжение, при котором он возникает — порогового напряжения.
В момент зарождения домена ток через диод максимален. По мере формирования домена ток уменьшается и достигает своего минимума по окончании формирования. Достигая анода, домен разрушается, и ток снова возрастает. Но едва он достигнет максимума, у катода формируется новый домен. Частота, с которой этот процесс повторяется, обратно пропорциональна длине кристалла полупроводника, прямо пропорциональна скорости движения домена и называется пролётной частотой.
На ВАХ полупроводникового прибора наличие падающего участка является недостаточным условием для возникновения в нём СВЧ колебаний, но необходимым. Возникновение колебаний означает, что в кристалле полупроводника развивается неустойчивость. Характер этой неустойчивости зависит от параметров полупроводника (профиля легирования кристалла, его размеров, концентрации носителей и т. д.).
При размещении диода Ганна в резонаторе возможны другие режимы генерации, при которых частота колебаний может быть сделана как ниже, так и выше пролётной частоты. Эффективность такого генератора относительно высока, но максимальная мощность не превышает 200—300 мВт.
Существенно влияние омических (невыпрямляющих) контактов к кристаллу. Для создания низкоомных омических контактов, необходимых для подвода тока для работы диодов Ганна существуют два подхода:
- первый из них заключается в выборе приемлемой технологии нанесения таких контактов непосредственно на высокоомный кристалл арсенида галлия;
- при втором подходе кристалл прибора выполняется многослойным. В диодах с такой структурой на слой высокоомного низколегированного арсенида галлия с электронным типом проводимости наращивают с обеих сторон эпитаксиальные слои низкоомного высоколегированного арсенида галлия с проводимостью n-типа. Эти высоколегированные слои служат переходными подложками от рабочей части кристалла к металлическим электродам.

Помимо арсенида галлия (GaAs) и фосфида индия (InP, используется на частотах до 170 ГГц) при изготовлении диодов используется эпитаксиальное наращивание, для изготовления диодов Ганна также применяется нитрид галлия (GaN). В диодах, изготовленных из этого материала была достигнута наиболее высокая частота колебаний — до 3 ТГц.

## Применение
Диод Ганна может быть использован для создания генератора с частотами генерации от сотен килогерц до единиц терагерц. На частотах ниже 1 ГГц генераторы и усилители на диодах Ганна не имеют преимуществ по сравнению с традиционными генераторами, выполненными на транзисторах, и потому применяются редко. Частота генерации определяется в основном длиной пластинки полупроводника, но может быть перестроена в некотором диапазоне частот, обычно на 20—30 % от центральной частоты. Известны генераторы с диапазоном перестройки частоты 50 %.
На частотах использования диодов Ганна неэффективны традиционные колебательные контуры выполненные из катушек индуктивности и конденсаторах со сосредоточенными параметрами, поэтому резонаторы на этих частотах выполняют в виде коаксиальных конструкций, в виде отрезков волноводов или резонаторах на микрополосковых линиях.
Настройка частоты генерации и частоты усиления в таких системах производится как изменением геометрических размеров резонансных полостей, так и в небольших пределах электрически с помощью изменения питающего напряжения.
Диоды Ганна имеет низкий уровень амплитудного шума и низкое рабочее напряжение питания — от единиц до десятков вольт.
Срок службы генераторов Ганна относительно мал, что связано с одновременным воздействием на кристалл полупроводника таких факторов, как сильное электрическое поле и перегрев полупроводникового кристалла прибора выделяющейся в нём мощностью.

### Режимы работы генераторов на диоде Ганна
Существуют несколько разных режимов использования генераторов на диоде Ганна в зависимости от питающего напряжения, температуры, характера нагрузки: доменный режим, гибридный режим, режим ограниченного накопления объемного заряда и режим отрицательной проводимости обеспечивающих генерацию в диапазоне частот 1—100 ГГц.
В непрерывном режиме генерации генераторы на диодах Ганна имеют КПД около 2—4 % и обеспечивают выходную мощность от единиц милливатт до единиц ватт. При использовании прибора в импульсном режиме с высокой скважностью КПД увеличивается в 2—3 раза. Специальные широкополосные резонансные системы позволяют добавить к мощности полезного выходного сигнала высшие гармоники колебаний и служат для увеличения КПД. Такой режим работы генератора называется релаксационным.
Наиболее часто используемым режимом является доменный режим при котором в течение большей части периода колебаний в кристалле существует домен. Доменный режим может быть реализован в трёх различных видах: пролётный, с задержкой образования доменов и с гашением доменов. Переход между этими видами происходит при изменении сопротивления нагрузки и питающего напряжения.
Для диодов Ганна был также предложен и осуществлён режим ограничения и накопления объёмного заряда. Этот режим имеет место при больших амплитудах напряжения на диоде и на частотах, в несколько раз больших пролётной частоты, и при средних постоянных напряжениях на диоде, которые в несколько раз превышают пороговое значение. Однако, существуют определённые требования для реализации этого режима: полупроводниковый материал диода должен быть с очень однородным профилем легирования. При этом однородное распределение электрического поля и концентрации электронов по длине образца обеспечивается за счёт большой скорости изменения напряжения на диоде.